# Horst Beier
Horst Beier (geboren vor 1954) ein ehemaliger deutscher Hockeyspieler.

## Leben
Horst Beier stammt aus dem Ruhrgebiet. Er begann seine Karriere beim Hockey- und Tennis-Club Uhlenhorst Mülheim, bei dem er bald auch Stammspieler der Feldhockeymannschaft und 1954 sowie 1955 zwei Mal Deutscher Meister im Feldhockey wurde.
Der Gewinn der Deutschen Feldhockeymeisterschaft im Jahre 1955 war zugleich das dritte Mal, dass der HTC Uhlenhorst diesen Titel erkämpfte. Deshalb zeichnete Bundespräsident Theodor Heuß die gesamte Feldhockeymannschaft des Vereins mit Beier am 23. Oktober 1955 mit dem Silbernen Lorbeerblatt aus.